# N606 (België)
De N606 is een gewestweg in de Belgische provincie Luik. De weg verbindt de N62 ten oosten van Louveigné met de N633 in Stoumont. De lengte is 17,5 kilometer.

## Plaatsen langs de N606
- Hautregard
- Haute Desnié
- Stoumont